# Butler County (Alabama)
Butler County is een county in de Amerikaanse staat Alabama.
De county heeft een landoppervlakte van 2.012 km² en telt 21.399 inwoners (volkstelling 2000). De hoofdplaats is Greenville.

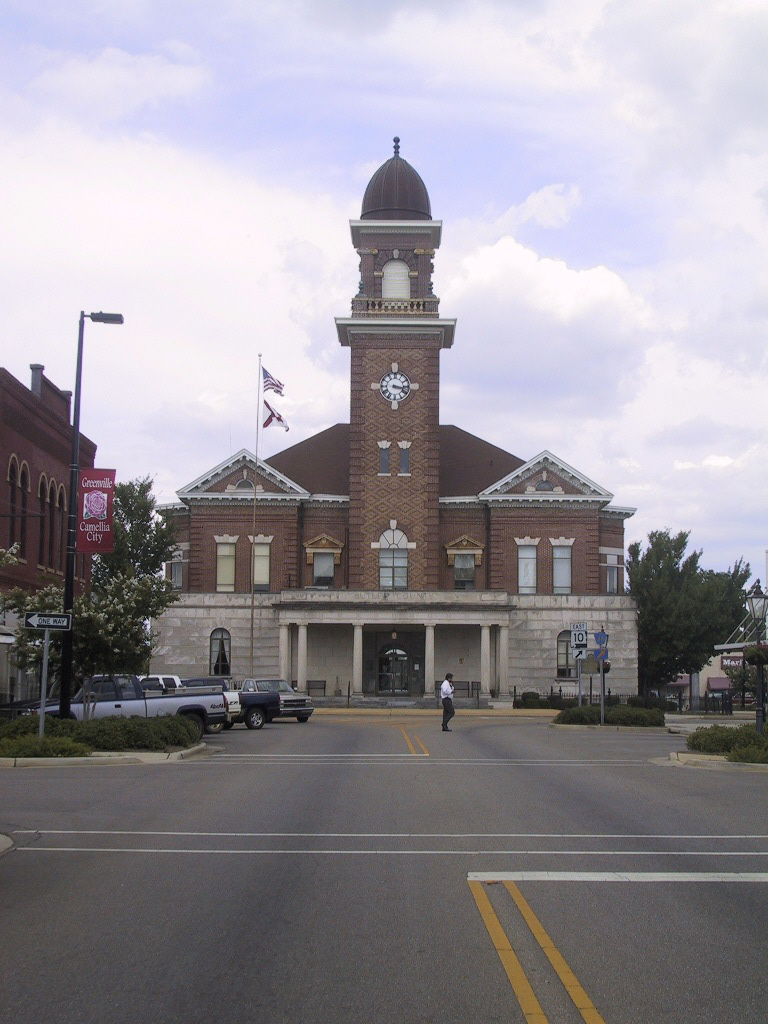
Butler County Courthouse